# En friare i societén
En friare i societén (originaltitel: Holiday) är en amerikansk film från 1938, i regi av George Cukor. Det är en filmatisering av Philip Barrys Broadwaypjäs Holiday från 1928. Historien filmatiserades också 1930. Filmen fick bra kritik, och ses fortfarande som en stark film av Cukor. Däremot gick den inte så bra på bio. En anledning kan ha varit att filmens budskap om att pengar inte betyder särskilt mycket inte slog an hos den depressionsmärkta och arbetslösa publiken i 1930-talets USA.

## Rollista
- Katharine Hepburn - Linda Seton
- Cary Grant - Johnny Case
- Doris Nolan - Julia Seton
- Lew Ayres - Ned Seton
- Edward Everett Horton - Nick Potter
- Henry Kolker - Edward Seton
- Binnie Barnes - Mrs. Laura Cram
- Jean Dixon - Mrs. Susan Elliott Potter
- Henry Daniell - Seton Cram